# Гашуа (диалект)

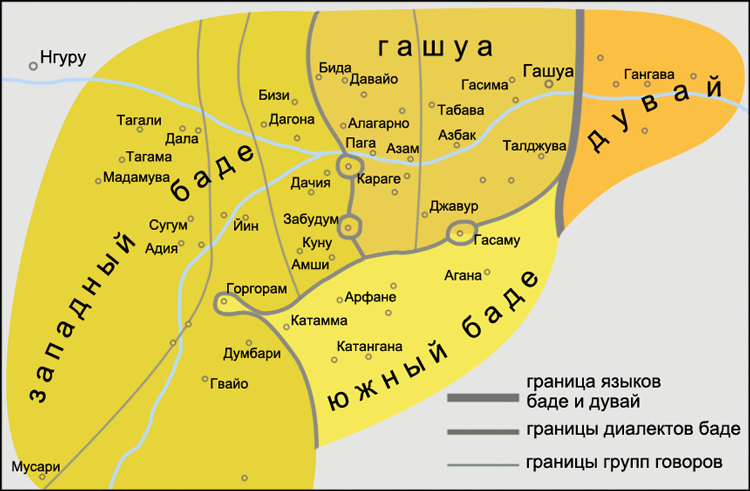
Ареал диалекта гашуа на карте языка дувай и диалектов языка баде

Гашуа (также северный баде, мазгарва; англ. gashua) — один из трёх диалектов западночадского языка баде. Распространён в городе Гашуа и в окрестных населённых пунктах (северо-восточная часть языкового ареала баде). Согласно исследованиям американского лингвиста Р. Шу, гашуа противопоставляется современным диалектам западный баде (амши, маагварам, магварам) и южный баде (баде-кадо). Различия гашуа с остальными диалектами баде сопоставимы с различиями между отдельными языками.
В области распространения диалекта гашуа выделяют две группы говоров (два субдиалекта) — группу собственно гашуа и центральную группу.
Носителями диалекта гашуа являются представители клана мазгарва, одного из трёх кланов (субэтнических групп) народа баде.
Гашуа выделяется на всех уровнях языка — в фонетике, грамматике и лексике. Одним из наиболее ярких диалектных явлений в гашуа является переход согласных *r > l.

## О названии
Самоназвание носителей диалекта гашуа - baádài - является вариантом общего самоназвания народа баде с местными особенностями в его произношении. Западные баде называют носителей гашуа mazgwarwa (diila), южные баде - mazgarwun (diila), дувай - nguzmok. В названиях западных и южных баде отражена принадлежность носителей диалекта гашуа к клану мазгварва. Представители западных и южных баде отчётливо выделяют носителей диалекта гашуа как отдельную группу. Точно так же представители народа дувай, чья область расселения граничит с ареалом гашуа, особо выделяют носителей гашуа, но не делают при этом различий между двумя остальными главными группами народа баде, западной и южной, на языке дувай и те и другие одинаково называются maagwar. В этническом отношении, вероятнее всего, клан мазгварва (северные баде) противостоит западным и южным баде как двум ветвям единой общности (в языковом плане при этом различия западного и южного диалекта выражены более отчётливо).

## История
История образования диалекта гашуа связана как с миграциями разных групп народа баде, в результате которых сложились современные крупные субэтнические общности - кланы, так и с межъязыковыми контактами. Формирование диалекта гашуа было обусловлено образованием клана мазгварва (mazgwarwa) и распространением языка баде среди носителей языка дувай на границе двух языковых ареалов.
Диалектные особенности гашуа складывались в условиях относительной обособленности представителей клана мазгварва, одного из трёх самых крупных кланов народа баде наряду с кланами магвар и гидгид. Сведения о клане мазгварва обрывочны и неполны, по всей видимости, этот клан был образован в сравнительно позднее время. Если от кланов магвар и гидгид в разные периоды в зависимости находилась вся этническая территория баде, то клан мазгварва в истории баде никогда не играл ведущей роли.
По предположению Р. Шу, современная территория расселения носителей гашуа изначально была частью ареала носителей языка дувай. Находясь в области интенсивных межъязыковых контактов, носители дувай владели двумя языками, баде и дувай, затем они постепенно перешли от двуязычия к одноязычию. Восприняв язык баде, носители дувай сохранили в то же время в своей речи некоторые особенности родного языка. В пользу предположения о наличии субстрата языка дувай в диалекте гашуа говорит продолжающееся в настоящее время распространение языка баде в соседней части ареала языка дувай и наличие в диалекте гашуа ряда языковых особенностей, неизвестных в остальном ареале баде, включая языковые признаки, сближающие гашуа с языками дувай и нгизим.
Согласно исследованиям американского лингвиста Р. Шу, изначально язык баде разделился на две диалектные группы: исторически прадиалект гашуа противопоставляется прадиалекту, предку современных западного и южного диалектов. В сравнении с диалектом гашуа выделение западного и южного диалектов произошло позднее.

## Диалектные особенности
Наиболее яркой чертой, по которой гашуа выделяется среди других диалектов баде, является переход гласной *r > l. В настоящее время наблюдается распространение r̃ в селениях Забудум и Караге, а также в селениях ареала гашуа, находящихся на границе с ареалом западного диалекта — r̃ в этих ареалах образуется на месте [r], сохранившейся в небольшом числе слов. Процесс *r > l закончился до начала *r > r̃, последний процесс продолжался ещё в XIX веке.
Для диалекта гашуа характерен ряд морфологических инноваций:
1. Наличие префикса -a у прямых и непрямых объектных местоимений в форме 3-го лица: aci/atu/aksi его/её/их и e-ci/e-tu/e-ksi (/ii + a/ > [e]) к нему/к ней/к ним. В остальных диалектах баде: -ci/-tu/-ksi и ii-ci/ii-tu/ii-ksi.

В области лексики в говорах собственно гашуа встречаются следующие новообразования:
1. sámtàk «метла» — во всех остальных говорах и диалектах баде: ɗyùwá, в языке нгизим: ʼyúwâ, в языке дувай: sǝ̀mtòk. Возможно, распространение данного слова в гашуа является субстратом языка дувай, поскольку слова с такой основой в других ареалах языка баде не встречаются.
2. làulú «звать» — в говоре Гасаму: ɗàurú, в диалекте западный баде, в говорах центральные баде, а также в говорах Караге и Забудум: kòotú, в диалекте южный баде: kòotú ~ ɗàurú, в языке нгизим: ɗàurú ~ ràurú, в языке дувай: ràuró. Вероятно, что редко встречаемая в гашуа ассимиляция *ɗ > l, известная также в языке дувай и спорадически представленная в языке нгизим, говорит также о субстратном явлении дувай в диалекте гашуа.
3. jiàwú «закрыть» — во всех говорах и диалектах баде: kùɓú, в языке нгизим — cìmú, в языке дувай — bǝ̀ɗó. Данное слово Р. Шу называет инновацией как предположение, поскольку когнатов в языках нгизими и дувай не обнаружено. Новообразованием форма jiàwú названа из-за того, что форма kùɓú имеет значительно более широкое распространение, но такой критерий может говорить и об обратном.

К числу лексических архаизмов, сохранившихся в ареале субдиалекта гашуа, относят:
1. dǝ̀r̃ú «ждать» — в субдиалекте гашуа; m̀nú ~ kàamnú — в диалекте южный баде, а также в говорах Гасаму и Караге; kàamnú ~ kàayú — в диалекте западный баде и в субдиалекте центральный баде; dǝ̀r̃áu — в языке нгизим; dǝ̀r̃àwó — в языке дувай. Инновацией, по-видимому, является форма kàayú, поскольку в других диалектных ареалах она не встречается и вытесняет другие формы со схожим значением, например, в центральном баде. Словоформа kàamnú, ареал которой пересекает границы основных диалектов, вероятно, является контаминацией формы kàayú и формы m̀nú, последняя из которых в диалекте гашуа и в языке нгизим обозначает «подстерегать», «ждать в засаде».
2. kàtáu «возвращаться» — в субдиалекте гашуа; ùgzú — во всех остальных говорах и диалектах баде; kàtáu — в языке нгизим.
3. fíidà «заяц» — в субдиалекте гашуа; ágùré ~ âuré — во всех остальных говорах и диалектах баде; víidà — в языке нгизим; vìidà — в языке дувай.
4. áwùk «кость» — в субдиалекте гашуа; síilàk — во всех остальных говорах и диалектах баде; áwùk — в языке нгизим; wùk — в языке дувай.
5. jâ «собака» — в субдиалекте гашуа; wúnàajà — во всех остальных говорах и диалектах баде; jâ — в языке нгизим и т. д.

Распространение большого числа архаизмов (часто встречаемых также в языке дувай) объясняется субстратным явлением дувай в ареале гашуа. Возможно, также, что все остальные диалекты баде, кроме гашуа, исторически образуют единую группу. После отделения гашуа от этой группы, в последней возникли лексические инновации, оставшиеся неизвестными в ареале гашуа. Также возможно, что из центра инноваций, находившегося в ареале западного или южного диалектов, новообразования распространялись по всей территории ареала языка баде, но не дошли до ареала субдиалекта гашуа.